# Longleat House

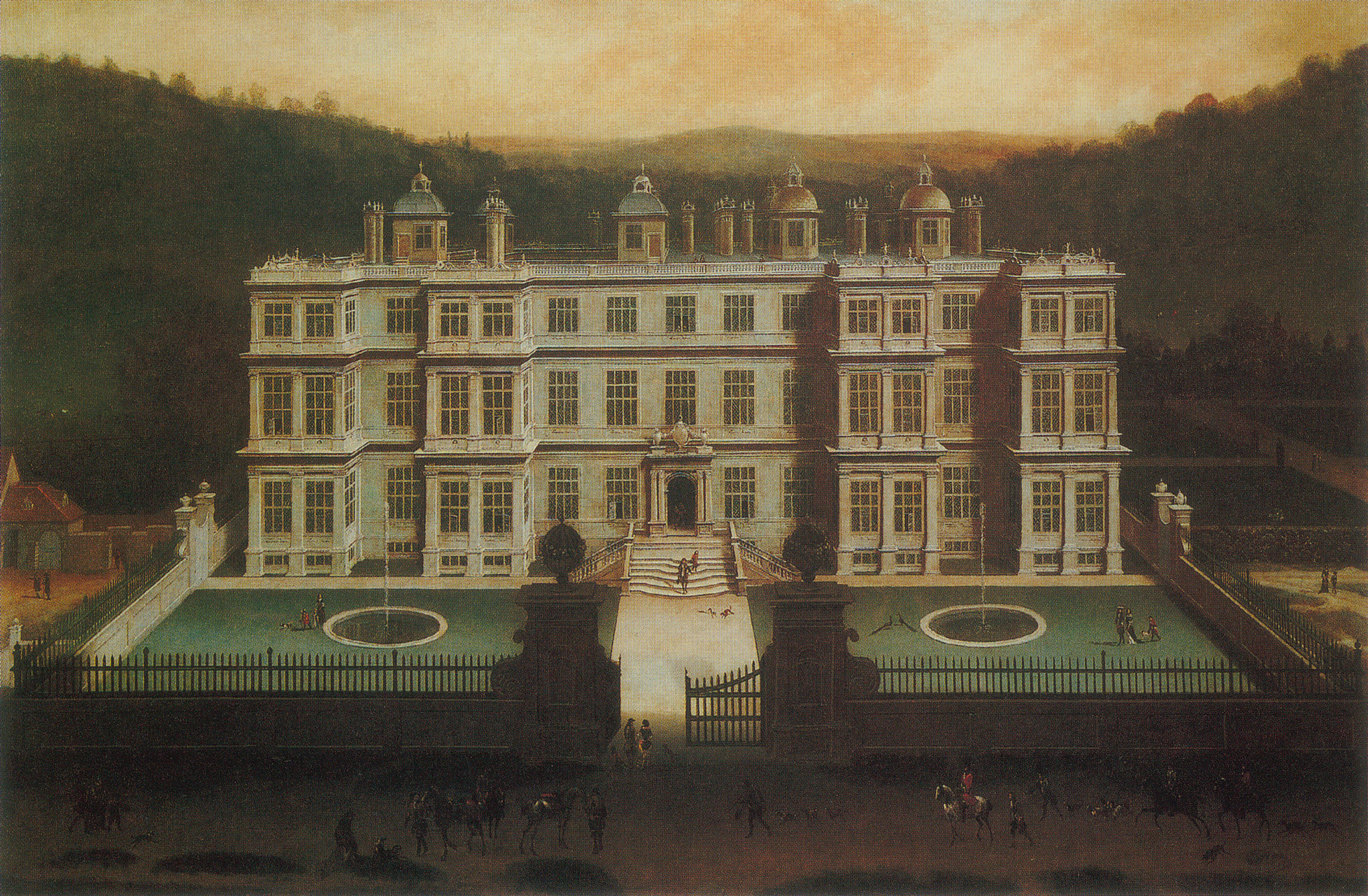
A View of Longleat (Uma vista de Longleat), Jan Siberechts, 1675

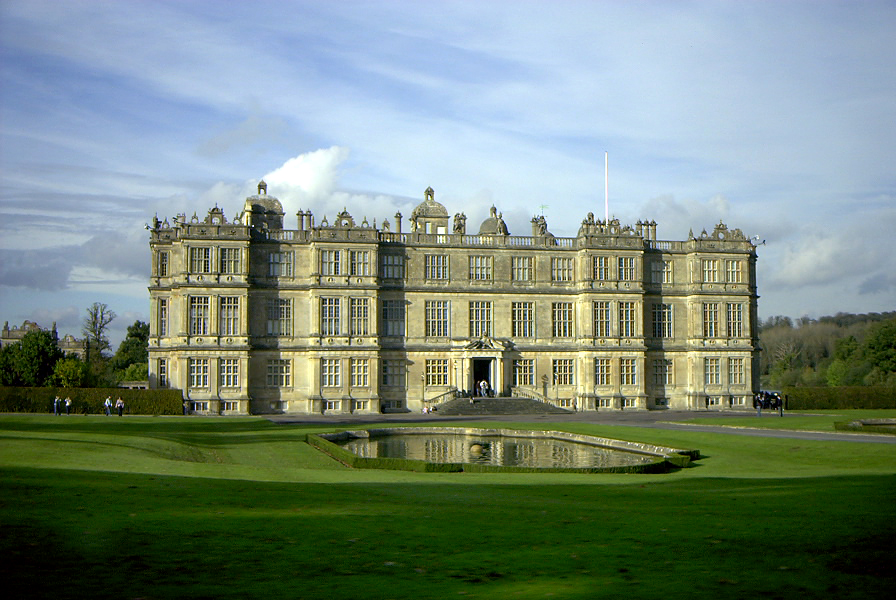
Longleat House, 2005

Longleat House é um palácio rural inglês localizado nos arredores da vila de Horningsham, e próximo das cidades de Warminster no Wiltshire e Frome em Somerset.
O palácio foi construído por Sir John Thynne, e desenhado, principalmente, por Robert Smythson, depois que o Priorado original  foi destruído pelo fogo, em 1567. Levou 12 anos para ficar pronto e é habitualmente visto como um dos melhores exemplos da Arquitectura Isabelina, na Inglaterra. Longleat é actualmente habitada por Alexander Thynn, 7º Marquês de Bath, um descendente directo de Sir John Thynne.
Longleat House está situado num parque com mais de 900 acres (3,6 km²), ajardinado por Capability Brown, com 8,000 acres (32 km²) de florestas e terras de cultivo. Foi a primeira propriedade privada a abrir ao público, e ainda afirma ter sido o primeiro Safari park fora de África.
O programa televisivo da BBC, Animal Park, é filmado aqui.

## Longleat House e os Thynnes
- Sir John Thynn (1515-1580) comprou Longleat em 1541, a qual fora um Priorado dos Agostinianos. Este nobre foi o primeiro membro da dinastia Thynne. A família mudou o nome de Thynn para Thynne durante o século XVII, embora o actual líder da família tenha revertido o apelido para Thynn durante a década de 1980.

Sir John era um construtor com experiência ganha, por exemplo em Syon House e Somerset House. Em Abril de 1567 a casa original sofreu um incêndio e ficou destruída. Um casa de substituição foi, efectivamente, concluída em 1580. Adrian Gaunt, Alan Maynard, Robert Smythson, o Earl of Hertford e Humpfrey Lovell contribuíram, todos eles, para a nova construção, mas a maior parte do desenho foi obra de Sir John
O palácio foi sendo herdado, em linha directa, pelos varões da família, até aos dias de hoje.

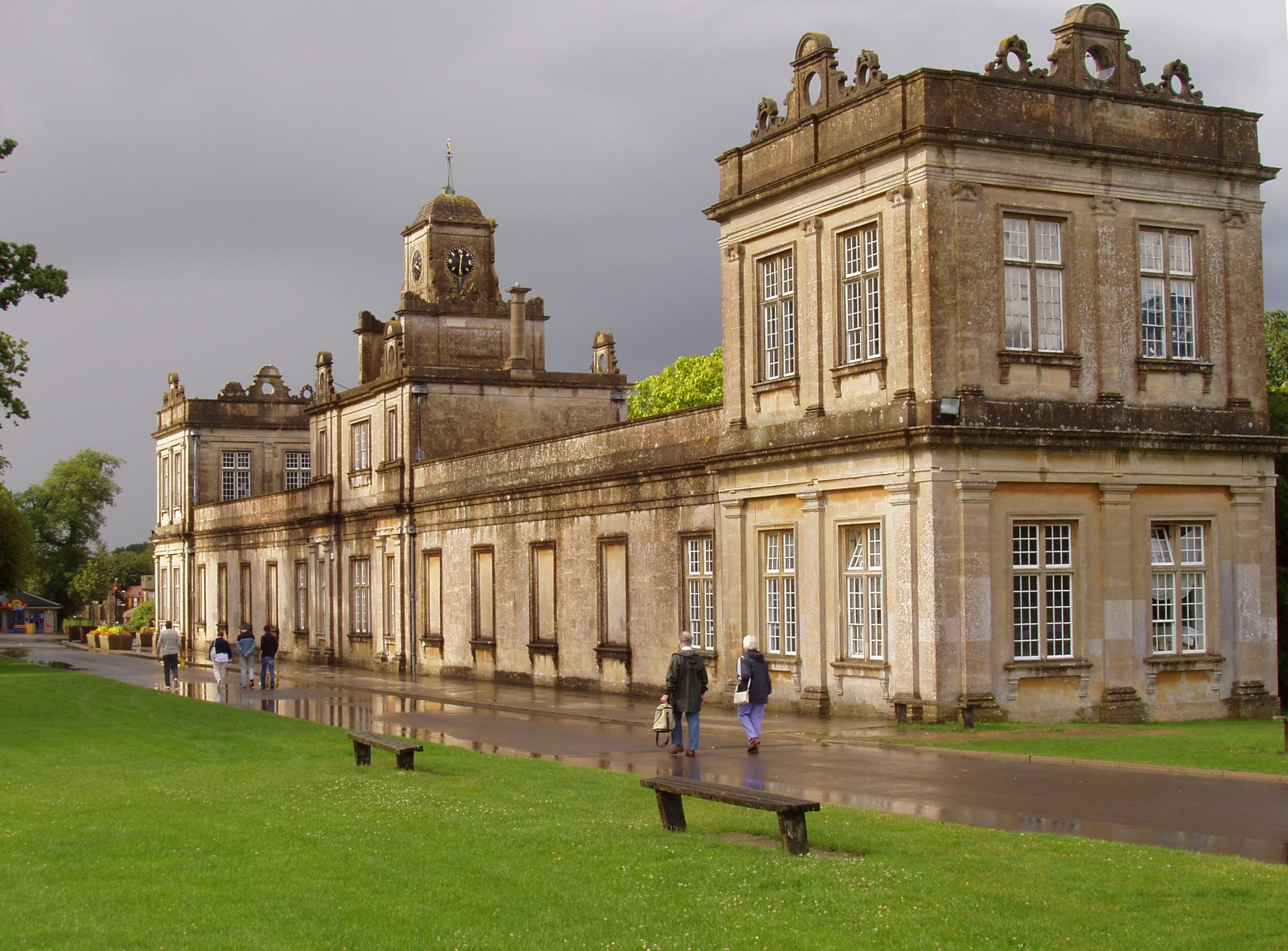
Pavilhão anexo a Longleat House, 2004

Foram proprietários de Longleat House:
- Sir John Thynn, Junior (1555-1604)
- Sir Thomas Thynn (1578-1639)
- Sir James Thynn (1605-1670), que empregou Sir Christopher Wren para fazer modificações no palácio
- Thomas Thynn (1646-1682)
- Thomas Thynne, 1º Visconde Weymouth (1640-1714), que começou a maior colecção de livros da casa. No seu tempo, jardins formais, canais, fontes e parterres foram criados por George London, com esculturas de Arnold Quellin e Chevalier David. A Best Gallery, Long Gallery, Old Library e Capela foram todas acrescentadas devido a Wren.
- Thomas Thynne, 2º Visconde Weymouth (1710-1751), casou com Louisa Careret, que tem a reputação de ainda residir no palácio como um fantasma.
- Thomas Thynne, 1º Marquês de Bath (1734-1796) empregou Capability Brown que substituiu os jardins formais por um parque paisagistico com caminhos dramáticos e estradas de entrada.
- Thomas Thynne, 2º Marquês de Bath (1765-1837) empregou Jeffry Wyatville modernizar o palácio e recebeu conselhos de Humphrey Repton, nos campos. Wyatville demoliu várias partes do edifício, incluindo a escadaria de Wren, e substituiu-as por galerias e uma grande escadaria. Também construiu vários edificios anexos, incluindo a Orangery.
- Henry Frederick Thynne, 3º Marquês de Bath (1797-1837)
- John Alexander Thynne, 4º Marquês de Bath (1831-1896) coleccionou obras de arte italianas. Empregou John Crace, cujos trabalhos anteriores incluiam Brighton Pavilion, Woburn Abbey, Chatsworth House e o Palácio de Westminster, para acrescentar interiores em estilo Renascença italiano.
- Thomas Henry Thynne, 5º Marquês de Bath (1862-1946). Durante a Primeira Guerra Mundial, o palácio foi usado como um hospital temporário. Durante a Segunda Guerra Mundial, tornou-se a evacuada Royal School for Daughters of Officers in the Army. Um hospital americano também foi construído nos terrenos.

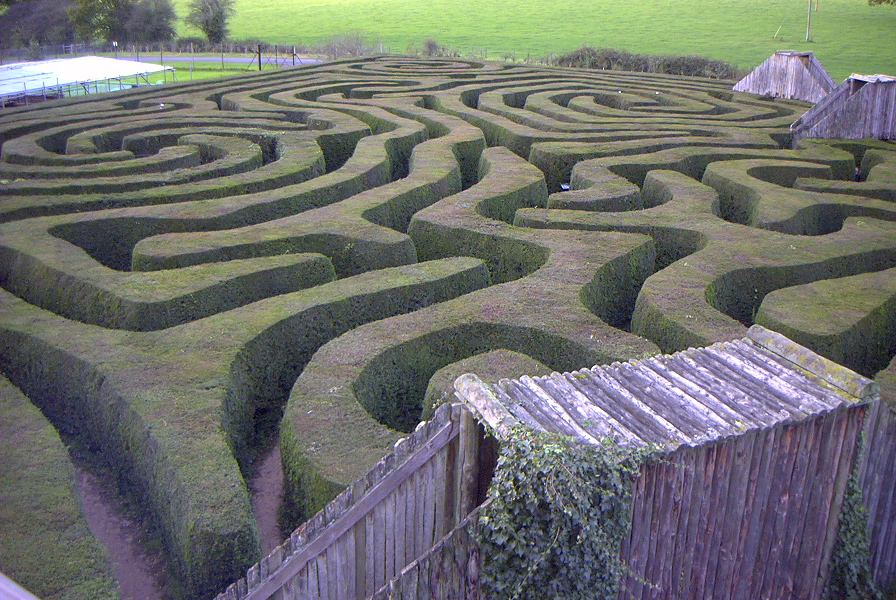
O hedge maze

- Henry Frederick Thynne, 6º Marquês de Bath (1905-1992). Em 1947, os impostos sucessórios forçaram a venda de várias propriedades dos Marqueses, em ordem a manter a sobrevivência de Longleat, abriu a casa ao público visitante. Russell Page redesenhou os jardins em volta do palácio para atrair os turistas. O parque safári abriu em 1966.
- Alexander Thynn, 7º Marquês de Bath (nascido em 1932) é um artista e pintor de murais, com uma atracção especial por labirintos (criou o hedge maze, o love labyrinth, o sun maze, o lunar labyrinth e o King Arthur's maze).

A casa ainda é usada para residência privada da família Thynn.
A visita à casa inclui:
- O Grande Hall Isabelino, com uma galeria de menestréis;
- O corredor Este inferior, uma ampla sala que originalmente era usada pelos criados para sceder à casa ao edifício principal. Este actualmente alberga mobiliário fino e pinturas. Também são exibidos aqui dois livros de visitas, um mostrando a assinatura de Isabel II do Reino Unido e Philip, o outro as de Albert (George VI) e da Rainha Elizabeth, a Rainha-Mãe;
- A ante-biblioteca, com uma magnífica pintura veneziana no tecto;
- A Biblioteca Encarnada, a qual exibe muitos dos 40.000 livros da casa;
- A Sala do Pequeno-Almoço, com um tecto que joga com o da ante-biblioteca;
- A Sala de Jantar de Baixo;
- No piso de cima, uma exposição de animais em porcelana de Meissen;
- A Sala de Banho;
- A State Dining Room, com uma Meissen porcelain centrepiece on the table to facilitate flagging conversations;
- O Salão;
- A State Drawing Room, desenhada por Crace;
- O Corredor dos Mantos;
- O Quarto Chinês;
- A Sala de Música, com instrumentos incluindo um realejo;
- O Quarto do Principe de Gales, assim chamado devido a uma grande pintura de Henry Frederick, Principe de Gales, o irmão de Carlos I;
- O corredor Oeste Superior;
- A Grande Escadaria.